# Domo do Milênio

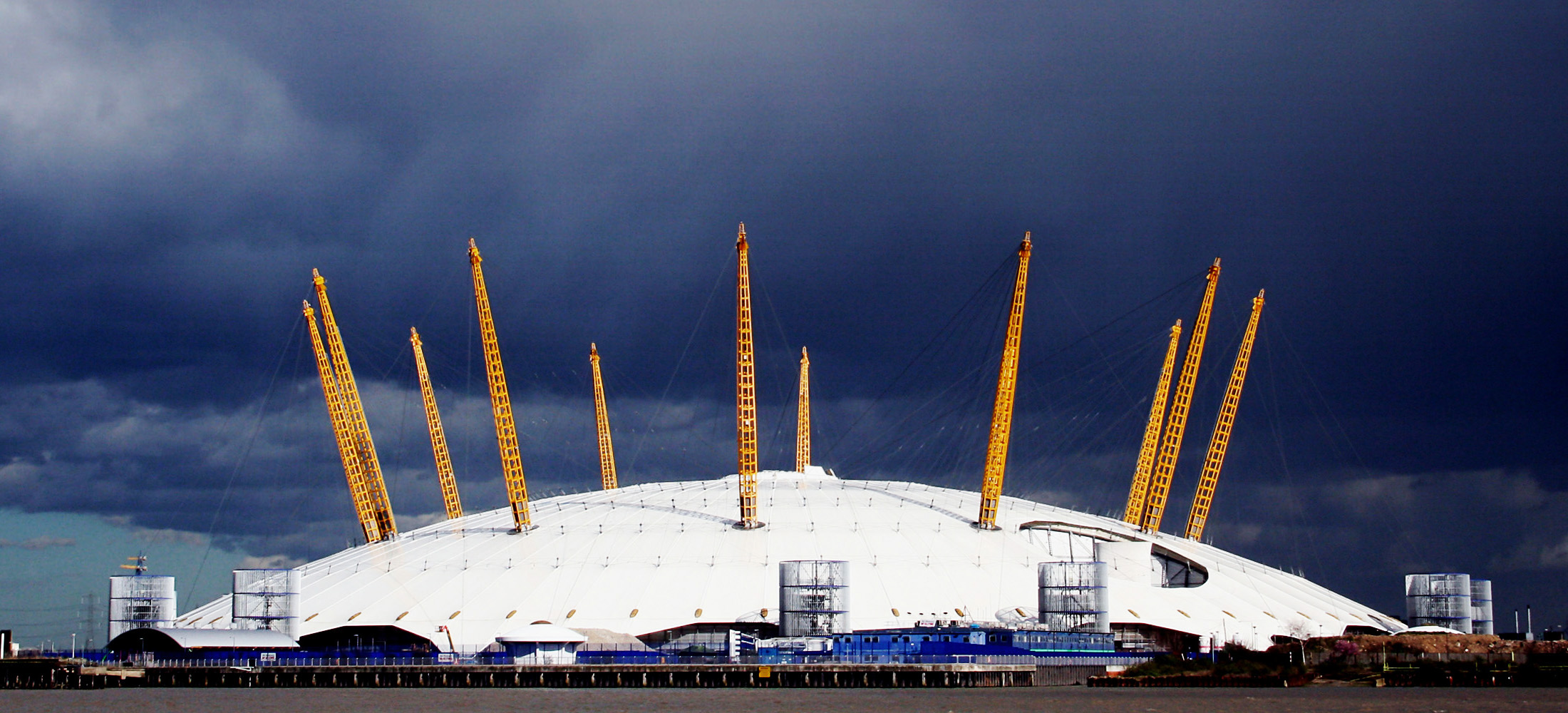
O domo de longe

O Millennium Dome (Cúpula Millennium, em tradução para o português), anteriormente chamado de The O2 Arena, é uma arena multidesportiva inaugurada no final de 1999, na Península de Greenwich, a sudeste de Londres, no Reino Unido. Foi projetada pelo premiado arquiteto Richard Rogers a partir de 1996. Sua estrutura é composta por doze mastros com cem metros de altura, evocando o simbolismo das horas, meses e constelações associado ao número doze, evocando o cosmos como inspiração arquitetónica.
Embora considerada uma obra prima da arquitetura, a estrutura teve inicialmente grandes problemas quanto à sua utilização, já que somente recebeu uma pequena exposição durante o seu primeiro ano. Custou cerca de 850 milhões de libras (aproximadamente 1,500 milhões de dólares) provenientes de impostos, além de implicar gastos de aproximadamente 1,8 milhões de libras por mês para a sua manutenção.
A partir de 2005 a Cúpula Millennium tem sido usado pela empresa de telefonia celular O2 para a realização de espetáculos e grandes eventos, sendo conhecido desde então como The O2
Em 5 de Março de 2009, Michael Jackson anuncia seu retorno aos palcos em uma série de 50 concertos sob o título This Is It.  A digressão foi cancelada quando o Rei do Pop morreu na Califórnia, vítima de overdose de calmantes, em 25 de Junho daquele ano.
Já se apresentaram na arena artistas como One Direction, Guns N' Roses, Madonna, Pussycat Dolls, Beyoncé, Kylie Minogue, Britney Spears, Avril Lavigne, Lady Gaga, Shakira, Enrique Iglesias, Little Mix, Rihanna, Usher, Miley Cyrus, Taylor Swift, Spice Girls, Backstreet Boys, Bill Clinton, Metallica, Slipknot, Pet Shop Boys, Pink, Timbaland, Joss Stone, Justin Bieber, Kasabian, Celine Dion, Mumford & Sons, Girls Aloud, Cheryl Cole ou Bon Jovi.
Em 2012, o local, denominado North Greenwich Arena (por conta das vedações do Comitê Olímpico internacional aos nomes comerciais das arenas) recebeu as competições de ginástica artística, trampolim acrobático e a fase final das competições de basquete nos Jogos Olímpicos de Londres, além do basquete em cadeira de rodas, por ocasião dos Jogos Paralímpicos, celebrados em seguida.